# Portaestudio

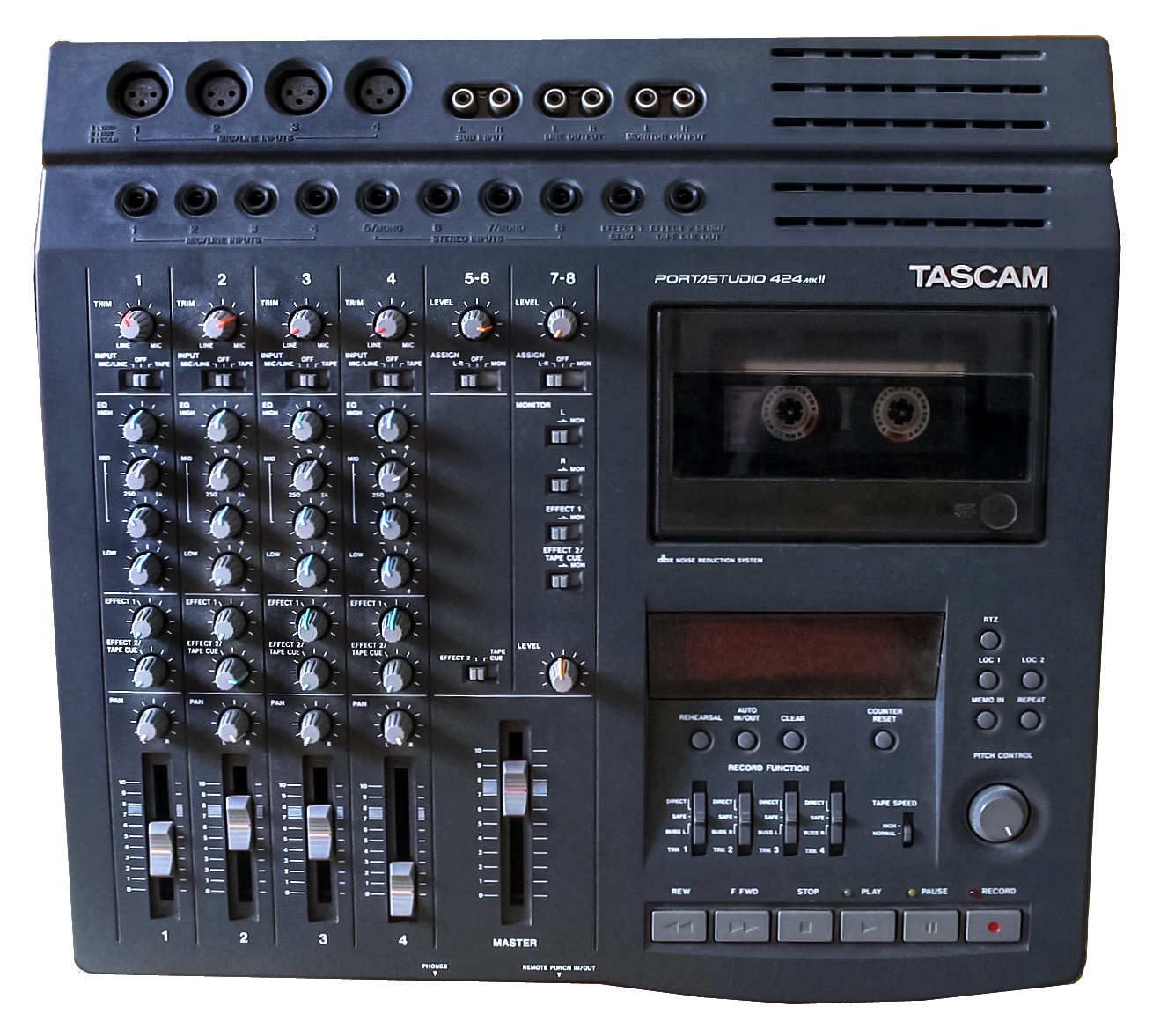
Portaestudio Tascam 424 MKII.

El portaestudio es un magnetófono de casete multipista, en su primera versión era de cuatro pistas.

## Historia
A finales de la década de 1970, la compañía japonesa TEAC comercializó un grabador multipista en casete. Lo denominó portaestudio.
Características del portaestudio:
- La cinta corría al doble de la velocidad normal (9’5 cm/s).
- Permitía la grabación de 4 pistas y, como en los magnetófonos multipista, cada pista podía grabarse por separado.
- Cada pista tenía controles independientes como volumen, agudos, graves, balances, etc.
- Permitía la grabación sincrónica.

Sistema de reproducción o Grabación magnética analógica, por tanto, trabaja con cinta magnética de audio, en concreto, de formato casete.